# Аналітична модель покладу
Аналіти́чна моде́ль по́кладу (від аналіз; фр. modèle, від лат. modulus — міра, рос. аналитическая модель залежи; англ. analytical model of deposit; нім. analytisches Modell des Lagers) — відтворення закономірностей зміни показників покладу за допомогою математичних залежностей. Доцільно виконувати побудову та використання А.м.п. тоді, коли чітко спостерігається тенденція в зміні показника покладу, яку називають закономірною складовою мінливості. Остання проявляється на тлі незакономірних коливань показника. 
А.м.п. розрізнюють в залежності від виду використовуваних функцій, наприклад поліноміальні, описувані двомірними рядами Фур'є й ін.